# Zweier-Kajak

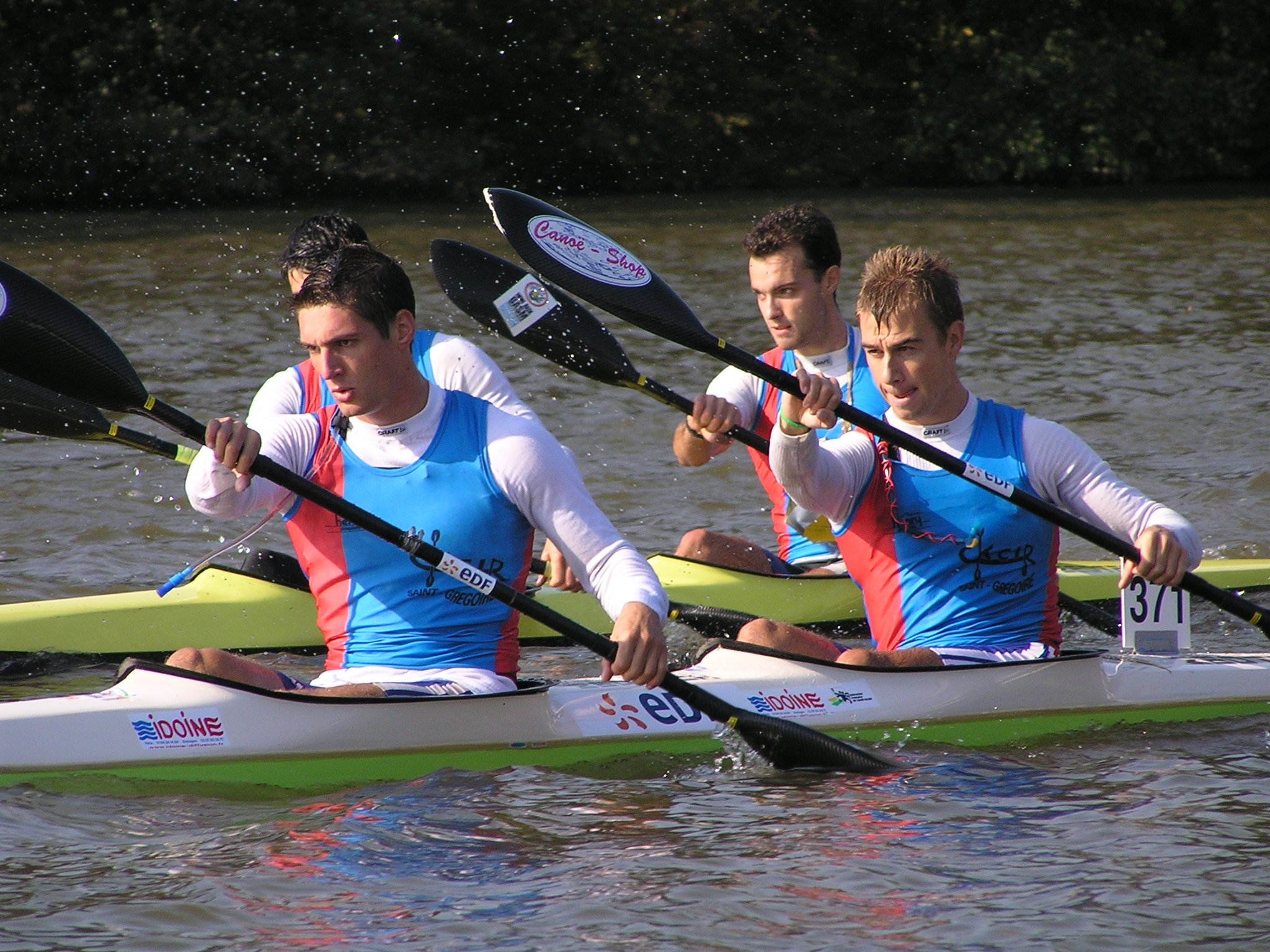
Zweier-Kajaks beim Kanumarathon.

Zweier-Kajak (K2) (auch Kajak-Zweier) ist eine Bootsklasse im Kanusport. Es handelt sich dabei um ein Kajak, das von zwei sitzenden Personen mit je einem Doppelpaddel bewegt wird. Es wird als Wettkampfdisziplin im Kanurennsport und Kanumarathon gefahren, ist aber auch beim Kanuwandern und Seekajakfahren eine verbreitete Bootsklasse.

## Technik
Das Doppelpaddel wird in der Regel abwechselnd auf der rechten und der linken Seite des Bootes eingesetzt. Beide Paddler setzen das Paddel dabei möglichst synchron ein.

## Disziplinen
Der Zweier-Kajak der Damen (500 m) und der Herren (1000 m) ist im Kanurennsport olympische Sportdisziplin. Darüber hinaus werden in beiden Disziplinen Welt-, Europa- und nationale Meisterschaften in dieser Bootsklasse durchgeführt.
Zu den bekanntesten Mannschaften im Zweier-Kajak gehören die deutschen Olympiasieger und mehrfachen Weltmeister Ronald Rauhe und Tim Wieskötter.

## Ausstattung
Da mit diesen Booten möglichst schnelle Zeiten erreicht werden sollen, sind sie spartanisch ausgestattet: Sie besitzen zwei Sitzschalen, meist aus Hartplastik, welche je nach Einsatzgebiet unterschiedliche Formen aufweisen und zwei Stemmbretter, Bretter oder Platten im Inneren des Bootes, gegen die die Füße gestemmt werden, um eine bequemere Sitzposition und eine optimierte Kraftübertragung zu erreichen. Ein Stemmbrett kann aus Holz, Plastik oder Metall bestehen. An ihnen ist bei einigen Bootsvarianten (z. B. im Kanurennsport beim Schlagmann (vorderer Kanute)) ein Fußsteuer befestigt, über das er mit Hilfe von Seilen eine Steuerflosse am Heck des Bootes bewegt. Ebenfalls im Kanurennsport befindet sich kurz vor dem Stemmbrett ein Metallstab mit Schaumstoffpolsterung. Zwischen dieser Rolle und dem Stemmbrett werden die Füße geklemmt, um eine bessere Fixierung der Füße zu erreichen und das Boot gezielt auf und ab bewegen zu können.

## Bootsmaße
Der K2 im Kanurennsport und Kanumarathon ist maximal 650 cm lang und hat minimales Gewicht von 18 kg (Rennsport) bzw. 12 kg (Marathon). Die Breite des Bootes ist seit 2001 nicht mehr festgelegt und seitdem zunehmend geringer geworden. Moderne Boote sind oft nur etwa 35 cm breit.